# Osman-kapetanova medresa u Gračanici
Osman-kapetanova medresa, nekadašnja odgojno-obrazovna institucija u Gračanici, u Bosni i Hercegovini. 

## Povijest
Osman-kapetanova medresa u Gračanici je osnovana 1800. godine. Jedna je od tri medrese koje su u Gračanici postojale, ubraja se u veće medrese u Bosni i Hercegovini. Dao ju je sagraditi Osman-kapetan Gradaščević, upravitelj Gradačačke kapetanije i otac Husein-kapetana Gradaščevića. Medresa je bila jedan od njegovih vakufa u Bosni i Hercegovini. Prvobitno je ova ustanova bila prizemna zgrada s tri krila. Za njeno izdržavanje Osman-kapetan Gradaščević je uvakufio imetak u Gračanici, Modriči i Gradačcu, brojne dućane, hanove, obradivo zemljište.
Današnja zgrada Osman-kapetanove medrese u Gračanici potječe iz 1889. godine, nakon temeljite obnove. Od tada je imala dershanu, prostorije za muderise (profesore), knjižnicu i kuhinju za učenike. Na dužnosti knjižničara izmijenio se veliki broj muderisa (profesora i upravitelja). Među najznačajnijim bili su Mehmed ef. Piskavica, Hasan ef. Nurikić, hfz. Mehmed Teufik ef. Okić, hfz. Mustafa Šiljić, koji je u Medresi službovao oko 30 godina, sve do prestanka njenog rada 1945. godine.
Po završetku Drugog svjetskog rata, Medžlis Islamske zajednice u Gračanici imao je namjeru da obnovi ovu medresu, ali im to nije bilo omogućeno jer je njen rad bio zabranjen. Godine 1951. pokrenuta je akcija obnove medresa. Nekoliko godina kasnije zgrada je pretvorena u Dom kulture i njome je upravljao Narodni univerzitet. 
Danas je Osman-kapetanova medresa ponovo u vlasništvu Medžlisa Islamske zajednice u Gračanici.

## Vanjske poveznice
- Osman-kapetanova medresa i dalje najljepši ukras grada